# Vandområdeplan 1.7 Århus Bugt
Vandplan eller Vandområdeplan 1.7 Aarhus Bugt har et landareal på ca. 772 km². Området strækker sig fra Norsminde og Solbjerg i syd til Rønde i nord,
Helgenæs mod øst og Lading mod vest. Mod øst er der lange kyststrækninger ud til Kalø Vig og Århus Bugt. Tunø og Samsø hører også med til området.
Hovedvandopland Århus Bugt indeholder 434 km målsatte vandløb.
Kystvandene i området omfatter Århus Bugt, Kalø Vig, Knebel Vig,
Begtrup Vig og farvandet omkring Samsø, herunder Stavns Fjord,
Nordby Bugt og Mårup Vig. Områdets kystvande ligger centralt mellem det salte Skagerrakvand og det brakke Østersøvand.

## Områdebeskrivelse
Området vest for Århus karakteriseres af Århus Ådal. Området fra Agri til Trehøje udgør et markant bakkedrag centralt i Mols Bjerge. Mols Bjerge blev dannet i slutningen af sidste istid, hvor to gletsjere omtrent samtidigt skød sig frem fra syd. Herved blev de markante lavninger, som i dag udgør henholdsvis Ebeltoft- og Kalø Vig, dannet. Vandskellet mellem Hovedvandopland Djursland
og Århus Bugt går netop ned gennem Mols Bjerge. Samsø kan også fremvise spændende landskaber. Mod nord og nordvest har istidens gletsjere og smeltevand skabt et landskab med bakker og dale.
Århus Bugt området afgrænses af en linje fra Sletterhage til Norsminde. Århus Bugt udgør hovedparten af området og består af et ret fladt bassin. Vandudvekslingen med Kattegat finder fortrinsvis sted gennem den dybe rende langs Helgenæs, hvor der findes vanddybder på ned til 50 m. Mod syd findes en række flak, Norsminde Flak, Wulffs Flak og Mejl Flak, der sammen med Tunø Knob, Tunø og
Samsø afskærmer for en åben forbindelse med Bælthavet.
Arealanvendelsen i oplandet er domineret af landbrug, og andelen af landbrugsjord udgør 66 %, hvilket er lidt mindre end landsgennemsnittet. Naturarealer som eng, mose, overdrev, søer og vådområder udgør ca. 12 % i oplandet. Derudover udgør skov ca. 8 % og byer 14
% af oplandet. 

## Natura 2000-områder
I Vandplanområde 1.7 Aarhus Bugt ligger følgende Natura 2000-områder:
- Natura 2000-område nr. 50 Tved Kær
- Natura 2000-område nr. 51 Begtrup Vig og kystområder ved Helgenæs
- Natura 2000-område nr. 55 Stavns Fjord, Samsø Østerflak og Nordby Hede
- Natura 2000-område nr. 58 Nordby Bakker
- Natura 2000-område nr. 227 Mols Bjerge med kystvande
- Natura 2000-område nr. 230 Kaløskovene og Kaløvig
- Natura 2000-område nr. 232 Lillering Skov, Stjær Skov, Tåstrup Sø og Tåstrup Mose
- Natura 2000-område nr. 233 Brabrand Sø med omgivelser
- Natura 2000-område nr. 234 Giber Å, Enemærket og Skåde Havbakker[1]